# 新米科拉伊夫卡 (胡利亞伊波萊市鎮)
47°46′7″N 36°26′38″E / 47.76861°N 36.44389°E
新米科拉伊夫卡（烏克蘭語：Новомиколаївка），是烏克蘭的村落，位於該國東南部扎波羅熱州，由波洛希區的胡利亞伊波萊市鎮負責管轄，始建於1802年，面積0.94平方公里，海拔高度143米，2001年人口457，人口密度每平方公里488.3人。